# Oul Arșiței
Oul Arșiței (monument al naturii) este o arie protejată de interes național ce corespunde categoriei a III-a IUCN (rezervație naturală de tip geologic și peisagistic), situată vestul Transilvaniei pe teritoriul județului  Alba.

## Localizare
Aria naturală se află în extremitatea sudică a județului Alba, pe teritoriul administrativ al comunei Săsciori, în partea sudică satului Tonea), aproape de drumul comunal DC170, care leagă localitatea de drumul național DN51.

## Descriere
Rezervația naturală a fost declarată arie protejată prin Legea Nr.5 din 6 martie 2000, publicată în Monitorul Oficial al României, Nr.152 din 12 aprilie 2000, privind aprobarea Planului de amenajare a teritoriului național - Secțiunea a III-a - zone protejate și are o suprafață de 0,20 ha.
Aria naturală se află în nord-estul Munților Șureanu (grupă muntoasă a Munților Șureanu-Parâng-Lotrului, aparținând lanțului carpatic al Meridionalilor), în sud-estul Delului Arșiței. Oul Arșiței reprezintă un fragment de rocă metamorfică (de forma unui ou), constituit din micașisturi și paragnaise; desprins din partea superioară a versantului.